# Corgatha nigricosta
Corgatha nigricosta là một loài bướm đêm trong họ Erebidae.